# سرزمین رؤیایی (فیلم ۲۰۱۹)
سرزمین رؤیایی (انگلیسی: Dreamland) یک فیلم آمریکایی در ژانر مهیج و درام است که در سال ۲۰۱۹ منتشر شد. از بازیگران این فیلم میتوان به مارگو رابی ، تراویس فیمل و گرت هدلند اشاره کرد.